# Pontcharra-sur-Turdine
Pontcharra-sur-Turdine là một xã thuộc tỉnh Rhône trong vùng Auvergne-Rhône-Alpes phía đông nước Pháp. Xã này nằm ở khu vực có độ cao trung bình 353 mét trên mực nước biển.